# Federico Lanzillota
Federico Vicente Lanzillota (Villa Luzuriaga, 1º dicembre 1992) è un calciatore argentino, portiere del Bolívar in prestito dall'Argentinos Juniors.

## Carriera
Cresciuto nelle giovanili del Nueva Chicago, ha esordito in prima squadra il 2 giugno 2013 in occasione del match pareggiato 0-0 contro il Douglas Haig.

## Statistiche

### Presenze e reti nei club
Statistiche aggiornate al 23 marzo 2018.
| Stagione             | Squadra              | Campionato           | Campionato | Campionato | Coppe nazionali | Coppe nazionali | Coppe nazionali | Coppe continentali | Coppe continentali | Coppe continentali | Altre coppe | Altre coppe | Altre coppe | Totale | Totale | Totale |
| Stagione             | Squadra              | Comp                 | Pres       | Reti       | Comp            | Pres            | Reti            | Comp               | Pres               | Reti               | Comp        | Pres        | Reti        | Pres   | Reti   |        |
| -------------------- | -------------------- | -------------------- | ---------- | ---------- | --------------- | --------------- | --------------- | ------------------ | ------------------ | ------------------ | ----------- | ----------- | ----------- | ------ | ------ | ------ |
| 2012-2013            | Nueva Chicago        | BN                   | 3          | -3         | CA              | 0               | 0               |                    | -                  | -                  |             | -           | -           | 3      | -3     |        |
| 2014                 | Nueva Chicago        | BN                   | 0          | 0          |                 | -               | -               |                    | -                  | -                  |             | -           | -           | 0      | 0      |        |
| 2015                 | Nueva Chicago        | PD                   | 7          | -7         | CA              | 0               | 0               |                    | -                  | -                  |             | -           | -           | 7      | -7     |        |
| Totale Nueva Chicago | Totale Nueva Chicago | Totale Nueva Chicago | 10         | -10        |                 | 0               | 0               |                    | -                  | -                  |             | -           | -           | 10     | -10    |        |
| 2016                 | Argentinos Juniors   | PD                   | 10         | -12        | CA              | 1               | -1              |                    | -                  | -                  |             | -           | -           | 11     | -13    |        |
| 2016-2017            | Argentinos Juniors   | BN                   | 37         | -18        | CA              | 1               | -1              |                    | -                  | -                  |             | -           | -           | 38     | -19    |        |
| 2017-2018            | Argentinos Juniors   | PD                   | 0          | 0          | CA              | 0               | 0               |                    | -                  | -                  |             | -           | -           | 0      | 0      |        |
| Totale carriera      | Totale carriera      | Totale carriera      | 57         | -40        |                 | 2               | -2              |                    | -                  | -                  |             | -           | -           | 59     | -42    |        |